# Oxygen (EP)
Pour les articles homonymes, voir Oxygen.
Albums de Swans
To Be Kind
(2014) The Gate (en)
(2015)
Oxygen est un EP du groupe américain de rock expérimental Swans, publié le 25 novembre 2014 par les labels Young God (en) et Mute. L'EP consiste en plusieurs versions du morceau Oxygen, tiré de leur album To Be Kind également sorti en 2014.

## Contexte
Oxygen a d'abord été publié en tant que single de l'album To Be Kind le 15 avril 2014,. L'EP présente plusieurs versions alternatives du single, dont un edit du fondateur de Mute Records Daniel Miller, une version live enregistrée lors du Primavera Sound Festival, une ancienne version du morceau déjà présente sur l'album de Michael Gira I Am Not Insane (en) et une version acoustique,.

## Réception critique
Eric Risch de PopMatter écrit à propos de l'EP que « bien qu'aucune des quatre versions [de l'EP] n'atteigne la longueur de l'originale, l'EP Oxygen ne contient pas assez d'essence pour les trajets quotidiens et fournit trop de couple pour un trajet le dimanche ». Il ajoute ensuite que « révélant la véritable puissance derrière Oxygen, cette collection devrait être manipulée par un professionnel dans un circuit fermé ».

## Liste des pistes
Toutes les pistes sont écrites par Michael Gira.
| 1.    | Oxygen (Edit)              | 3:04 |
| 2.    | Oxygen (Live at Primavera) | 6:49 |
| 3.    | Oxygen (Early Version)     | 4:24 |
| 4.    | Oxygen (Acoustic)          | 5:44 |
| 20:01 |                            |      |

| Édition japonaise | Édition japonaise          | Édition japonaise | Édition japonaise | Édition japonaise | Édition japonaise | Édition japonaise | Édition japonaise | Édition japonaise | Édition japonaise |
| No                | Titre                      | Durée             |                   |                   |                   |                   |                   |                   |                   |
| ----------------- | -------------------------- | ----------------- | ----------------- | ----------------- | ----------------- | ----------------- | ----------------- | ----------------- | ----------------- |
| 1.                | Oxygen                     | 7:57              |                   |                   |                   |                   |                   |                   |                   |
| 2.                | Oxygen (Edit)              | 3:04              |                   |                   |                   |                   |                   |                   |                   |
| 3.                | Oxygen (Live at Primavera) | 6:49              |                   |                   |                   |                   |                   |                   |                   |
| 4.                | Oxygen (Early Version)     | 4:24              |                   |                   |                   |                   |                   |                   |                   |
| 5.                | Oxygen (Acoustic)          | 5:24              |                   |                   |                   |                   |                   |                   |                   |
| 6.                | She Loves Us (Live)        | 15:16             |                   |                   |                   |                   |                   |                   |                   |
| 43:14             |                            |                   |                   |                   |                   |                   |                   |                   |                   |

## Musiciens

### Swans
- Michael Gira : chant, guitare, production
- Kristof Hahn (en) : lap steel guitar, guitare électrique, chant
- Thor Harris : batterie, percussions, vibraphone, instruments à vents, chant
- Christopher Pravdica (en) : basse, guitare acoustique, chant
- Phil Puleo (en) : batterie, percussions, dulcimer, chant
- Norman Westberg (en) : guitare, chant

### Autres musiciens
- Daniel Miller : édition (piste 1)
- Bog Biggs : pochette